# Andrómaco (general)
Andrómaco (en griego antiguo: Ἀνδρόμαχος) fue un general del ejército de Elis en 364 a. C., durante la campaña de Arcadia contra Elis, mientras que los arcadios acampaban entre Cilene y la capital, Andrómaco lanzó un ataque contra ellos pero su ejército fue derrotado y por este motivo se suicidó.